# Tommy Mehlberg
Tommy Mehlberg (* 30. September 1999) ist ein deutscher Volleyballspieler.

## Karriere
Tommy Mehlberg ist der jüngere Bruder von Dirk Mehlberg. Er spielte von 2017 bis 2022 mit dem SV Warnemünde in der Zweiten Liga Nord. 2022/23 spielte der Außenangreifer in Dänemark bei Ikast KFUM. Danach kehrte er nach Warnemünde zurück. Mit dem Verein schaffte er in der Saison 2024/25 den Aufstieg in die erste Liga. Auch 2025/26 spielt Mehlberg für Warnemünde.